# Винобојка
Винобојка (Phytolacca americana), врста из истоимене породице винобојки, зељаста је трајница (перена) пореклом из Америке. У највећем делу Европе расте као одомаћена врста. Име рода потиче од грчке речи phyton=биљка и новолатинске lacca=лак, јер се плодов сок користио као црвена боја. Име врсте указује на америчко порекло. Користи се као лековита и јестива биљка, мада поједини научници сматрају да су неки њени делови отровни. Народна имена за ову врсту код нас су још и кермес, мурићеп, гроздобоја, солима, алкрмез.
Постоји низ навода о токсичности свих делова биљке, посебно корена и бобица. У литератури су забележени и смртни случајеви тровања овим бобицама.

## Распрострањеност
Домовина винобојке је Северна Америка, одакле су је у Европу донели и први почели да узгајају Французи. Касније се, из Француске, раширила Европом, а затим и широм света. У Европи се винобојка сасвим прилагодила и одомаћила. Сада расте и као гајена и као самоникла врста, посебно у медитеранским земљама. У Србији је честа на ширем подручју Војводине.

## Опис врсте
Винобојка је зељаста трајница висине 1−2 м. Преко зиме надземни део трули, да би у рано пролеће из корена избило више младих, црвенкасто обојених изданака, са листовима на сочним петељкама.
Стабљика је округла, гола, дихотомно граната, црвенкасто зелене боје. Листови су јајасто елиптични, дуги 12−25 цм. Голи су, целог обода, са израженом нерватуром. Лисна петељка је кратка, дуга свега 1−3 цм.
Цветови су неугледни, бројни, зеленкасто беле боје у почетку, да би касније добили црвенкасту боју. Скупљени су у гроздасте цвасти на цветним стабљикама дугим до 10−20 цм. Цвета од јула до октобра. Плодови су округласте, сочне, на темену спљоштене или левкасто удубљене, радијално избраздане бобице. Пречника су до 7−10 мм, по формирању зелене боје, да би сазревањем добиле тамно црвену и на крају готово црну боју. Скупљене су у уске, висеће гроздове, са црвеним дршкама. Сазревају сукцесивно од августа до новембра, па се често на истом стаблу могу наћи и цветови и гроздасти плодови у разним степенима зрелости.
- Листови
- Цваст
- Зелени плодови
- Зрели плодови

## Услови станишта
Добро расте на лаким, песковитим као и на тешким, глиновитим земљиштима, киселе и базне реакције. Одговара јој влажно земљиште. Расте на осунчаним положајима или у полусенци.
У Србији винобојка расте као самоникла врста, подивљала из културе. Најчешће се јавља на необрађеном, запуштеном, нарочито иловастом земљишту, уз путеве, ограде, живице и њиве. Има је и по прогалама и ободима шума, у шипражју и антропогеним монодоминантним шумама (нпр. сађене багремове састојине). Сматра се шумским коровом и спречава раст других биљака испод своје крошње. Скоро никада не гради компактне популације, већ се углавном јављају појединачни примерци, ређе у формацијама од 3 до 5 јединки.

## Употреба
Винобојку, односно младе пролећне изданке, први су употребљавали у исхрани амерички Индијанци. Ови изданци су сочни и укусни, али развијени нису јестиви. Ови избојци су се до краја 19. века могли наћи на америчким пијацама, али и у Паризу, где су се продавали као здраво пролећно поврће. Данас је употреба ових избојака напуштена, мада се препоручују у многим старијим куварским приручницима. Садрже много калијума, каротина и С витамина. Могу се спремати као вариво или слана зимница, али треба веома много водити рачуна о томе да ни један део корена не доспе у јело. Избојци се одсецају нешто изнад земље, јер су делови уз корен горки, а сам корен отрован. Неки аутори препоручују превентивно отклањање свих делова који имају црвену обојеност. Код припреме јела добро је избојке два пута прокувати у кључалој води и процедити, а воду бацити.
Бобице винобојке су сочне и њихов сок има интензивну црвену боју. Некада су се и поред тога што су отровне, употребљавале за бојење вина и колача. Данас је ова употреба забрањена. Боја сока је толико интензивна, да се може користити и уместо мастила.
Корен винобојке (Radix Phytolaccae decandre) од давнина се користи у традиционалној медицини, код реуматизма, упале дисајних органа, а споља код неких кожних обољења.
Лековита својства винобојке се све више проучавају у савременој медицини. Од 1995. године испитује се њен потенцијал у борби против АИДС-а. У Родезији је својевремено (1980) утврђено да винобојка убија водене пужеве који су изазивачи болести зване схистосомијаза. Болест проузрокују паразити из рода Schistosoma који живи у телу пужа, а на људе прелази преко коже и слузокоже, у контакту с зараженом водом. Болест је хронична, а раширена је у свим тропским подручјима. Верује се да више од 70% деце оболи од ове болести, а у свету је заражено више од 100 милиона људи.
Винобојка се сади и као вртна биљка.